# Nasoona comata
Gorbothorax comatus là một loài nhện trong họ Linyphiidae.
Loài này thuộc chi Gorbothorax. Gorbothorax comatus được Andrei V. Tanasevitch miêu tả năm 1998.